# Ian Frazer

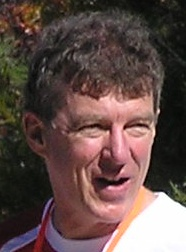
Ian Frazer

Ian Frazer (sinh ngày 6 tháng 1 năm 1953 tại Glasgow, Scotland) là bác sĩ nghiên cứu miễn dịch học, nổi tiếng nhờ công trình nghiên cứu tìm vaccine chống siêu vi trùng HPV, nguyên nhân gây bệnh ung thư cổ tử cung. Ông dược trao giải thưởng người Úc của năm 2006.
Ông Fraser tu nghiệp y khoa, chuyên khoa miễn nhiễm học tại Edinburgh. Di cư sang thành phố Melbourne nước Úc năm 1980 và năm 1985 lên dạy tại Đại học Queensland, sau đó làm viện trưởng viện nghiên cứu miễn nhiễm và ung thư của nhà thương Princess Alexandra.